# Robin Bell
Robin Bell (ur. 16 listopada 1977 w Kapsztadzie) – australijski kajakarz górski, brązowy medalista olimpijski, mistrz świata.
Urodził się w Republice Południowej Afryki. Brązowy medalista igrzysk olimpijskich w 2008 roku w Pekinie oraz zdobywca dziewiątego miejsca w 2000 roku w Sydney i czwartego miejsca podczas igrzysk olimpijskich w 2004 roku w Atenach w slalomie C-1.
Jest trzykrotnym medalistą mistrzostw świata, mistrzem w 2005 roku, wicemistrzem w 1999 i brązowym medalistą w 2007 roku.